# Grímur Thomsen

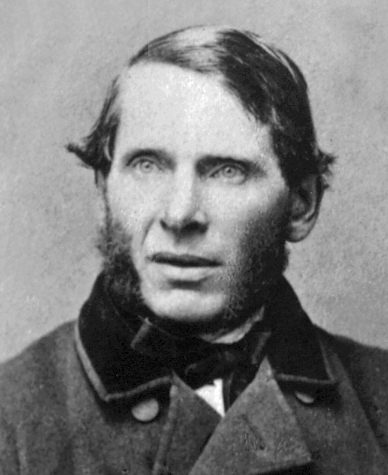
Grímur Thomsen.

Grímur Þorgrímsson Thomsen, född 15 maj 1820 på Bessastaðir, död där 27 november 1896, var en isländsk skald och politiker. 
Grímur Thomsen blev student 1837 i Köpenhamn, fick 1841 accessit (andra pris) för svar på universitetets estetiska prisuppgift Om den nyfranske Poesi och disputerade 1845 för magistergrad på en avhandling om Lord Byron. Han företog 1846–1848 med stipendium en utländsk resa och studerade nyare språk i Tyskland, Frankrike och England samt blev 1854 filosofie doktor. Redan 1848 hade han inträtt i danska utrikesministeriet och vistades som legationssekreterare till 1850 i Frankfurt am Main, Paris och Bryssel. År 1856 utnämndes han till fullmäktig i utrikesministeriets handels- och konsulatdepartement, blev 1860 departementssekreterare och samma år legationsråd. År 1866 lämnade han statstjänsten, och 1867 flyttade han till Island. Där inköpte han kungsgården Bessastaðir, hans barndomshem, och slog sig ned som lantbrukare. Åren 1869–1891 var han ledamot av alltinget. 
Redan under sina studieår utgav Grímur Thomsen åtskilliga danska skrifter av litteraturhistoriskt innehåll, starkt påverkade av Friedrich Hegels filosofi, och skrev en del isländsk vers. Han var den förste kritiker i Danmark, som till fullo uppskattade H.C. Andersens författargärning (i en recension i "Dansk Maanedsskrift", 1855). Efter sin återflyttning till Island började han mera än förut syssla med skaldskap och utgav diktsamlingarna Ljóðmæli (1880 och 1895). Han var starkt påverkad av fornkvädenas och sagornas anda och skildrade helst och med största framgång rakryggade, oböjliga karaktärer och farliga äventyr. Han översatte även främst grekisk, men även dansk, tysk och engelsk poesi. Därjämte skrev han en del studier av historiskt innehåll, tryckta i Isländska litteratursällskapets tidskrift, och utgav Hallgrímur Péturssons dikter med en inledande biografi (två band, 1887–1892). Åren 1878–1882 redigerade han tidningen "Ísafold". 
Grímur Thomsen var en av det isländska alltingets mest framträdande personligheter. Till sin politiska hållning var han mycket måttfull och hölls därför av flertalet islänningar för mindre fosterländsk. Det starka intresse för skandinavismen, som han i olikhet med andra islänningar hyste, gjorde honom också danskvänlig.